# Klezmer

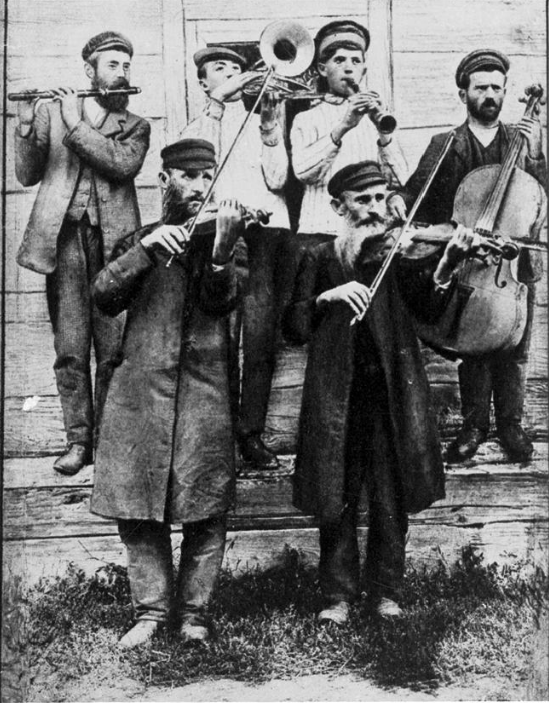
Musiciens klezmer à un mariage en Ukraine vers 1925

Le klezmer (d’Europe centrale et de l’Est) est une tradition musicale instrumentale des Juifs ashkénazes. Elle s’est développée à partir du XVe siècle et ses origines – dépourvues de sources documentaires d’époque mais vraisemblables — seraient les musiques du Moyen-Orient, d’Europe centrale, d’Europe de l'Est (Slaves et Tziganes).
Le mot klezmer vient de l'association des mots hébreux kley « véhicule, instrument (de musique) » et zemer, « chant, mélodie », objets liturgiques utilisés dans le Temple de Jérusalem. Même si les interprètes sont depuis toujours appelés les klezmorim, c'est seulement à partir de la seconde partie du XXe siècle que le mot « klezmer » a été utilisé pour décrire la musique jouée.
En raison de ses origines, la musique klezmer est associée avec le yiddish (une langue d'origine germanique proche de l'allemand, avec un apport de vocabulaire hébreu et slave).

## Aspects culturels

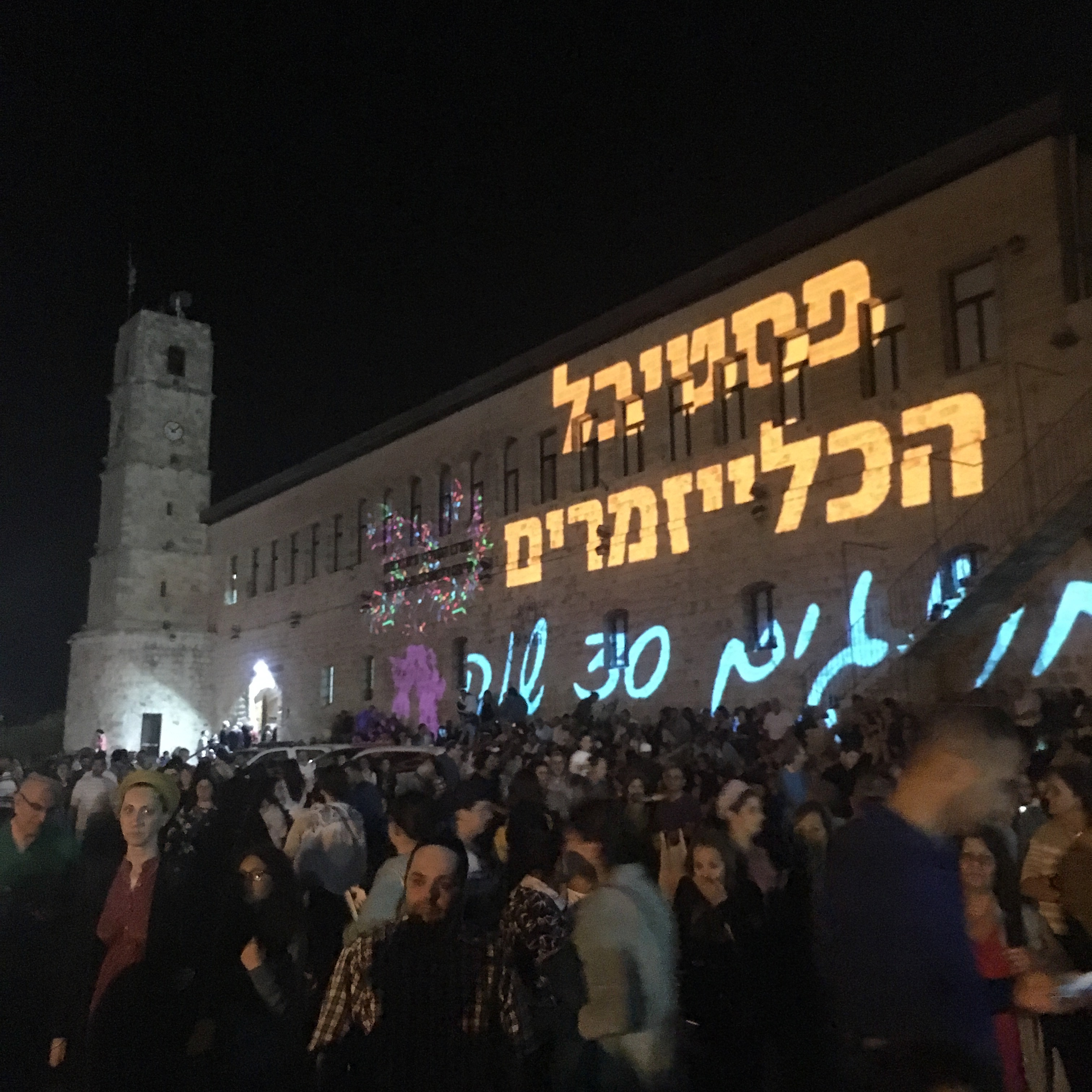
Un grand festival klezmer dans le nord d'Israël en 2017

Tant qu'ils n’avaient pas une autre activité principale et ne jouaient qu’occasionnellement, les klezmorim étaient principalement des musiciens itinérants, qui ont participé aux mouvements migratoires des Juifs d’Europe. À l’instar de la langue yiddish, les klezmorim se sont nourris des musiques des pays qu’ils traversaient, dans lesquels ils ont aussi laissé des influences. Les conditions de vie précaires de ces musiciens qui jouaient dans les fêtes et cérémonies populaires (parfois chrétiennes), ainsi que leur mode de vie souvent peu observant des règles de la vie juive, ont contribué à donner à leur nom klezmorim une connotation péjorative.
Dans le domaine musical, les bourgeois juifs, souvent proches du mouvement Haskala, préféraient orienter l'éducation de leurs enfants vers la musique classique. Ce sera par exemple le cas pour les violonistes Joseph Joachim, Jascha Heifetz, David Oïstrakh, Nathan Milstein et Yehudi Menuhin. C'est en partie grâce au hassidisme, mouvement plus populaire, qui exprime par des chants et danses la joie de vivre et l'amour de Dieu, que la musique klezmer sera plus fermement soutenue.

### Thématiques
Hormis le « klezmer » qui est purement instrumental, la chanson yiddish joue un très grand rôle dans la vie musicale juive d'Europe de l'Est. Ses thèmes sont très variés et couvrent tous les aspects de la vie communautaire juive. Le Shabbat est souvent évoqué ainsi que les fêtes religieuses, les rabbins sont des personnages récurrents ; les autres éléments de la vie quotidiennes sont aussi très présents (berceuses, évocation des métiers) et des événements peuvent être mis en chanson : tragiques comme l’incendie d'un shtetl (village), historiques comme l’émigration vers les États-Unis (dans la chanson Di Grine Kuzine). La mère étant un acteur primordial de la transmission du savoir dans la culture ashkénaze, elle joue un rôle prépondérant dans les chansons (dans A Yiddishe Mame).

### Renouveau
La grande immigration juive vers les États-Unis entre 1870 et 1920 a permis de préserver la tradition klezmer (la première performance klezmer enregistrée est Fon der choope par le Abe Elenkrig's Yiddishe Orchestra en 1913, selon le Registre national des enregistrements de la Bibliothèque du Congrès), même si elle est progressivement passée de mode. Puis la Shoah a détruit une grande partie de la tradition musicale klezmer en Europe.
Cependant, à partir des années 1970, des artistes se sont à nouveau impliqués dans la musique klezmer, tels que Giora Feidman, The Klezmorim (en), Andy Statman, Hankus Netsky (en), et ont permis de remettre cette musique au goût du jour (The Klezmatics, David Krakauer), voire de la faire évoluer dans des directions nouvelles (cf. John Zorn, Koby Israelite).
En Pologne également, des musiciens juifs, tel Leopold Kozłowski, prolongent et renouvellent la tradition klezmer, tandis que des musiciens de la jeune génération, tels André Ochodlo, renouent avec un héritage culturel yiddish considéré comme partie intégrante des racines culturelles polonaises. Les musiciens de ce renouveau, comme dans d'autres pays, ne se contentent pas de reproduire la tradition, mais font évoluer la musique klezmer vers d'autres horizons comme le jazz.
Depuis les années 1990, des musiciens issus de tous les horizons (classique, jazz, folk, pop, hip hop, electro, reggae…) sont les artisans d’une nouvelle mouvance klezmer qui va bien au-delà de la conservation d'un genre figé. Ce courant actuel se développe tout autant en Amérique qu'en Europe (Europe occidentale dont France, centrale et orientale, Russie). Parmi ces musiciens : 17 Hippies, Klezmer Kaos (qui fusionne l'islando-klezmer avec des influences du jazz et du rock), Socalled, Klezmer Nova, Yom, Denis Cuniot, Max Klezmer Band… L'Argentin Simja Dujov fusionne tradition klezmer et cumbia.

## Aspects musicaux
On retrouve dans la musique klezmer l'influence des musiques d'Europe centrale, d’Europe de l'Est, des Balkans et des musiques tzigane et turque. Par ailleurs, une influence de la musique martiale n'est pas impossible car beaucoup de musiciens conscrits jouaient dans les fanfares militaires à l'honneur au XIXe siècle.
Aux États-Unis la musique klezmer a intégré des éléments du jazz puis des musiques actuelles — folk, rock, electro, hip-hop, spoken word — tout en faisant un retour aux sources dans la vieille Europe.
Même si les klezmorim se produisaient pour toutes les communautés, leur musique est empreinte de culture juive ashkénaze. Son aspect mélancolique et les complaintes des clarinettes imitent le son du Chophar (instrument utilisé lors des offices de Roch Hachana et Yom Kippour à la synagogue), et l'aspect répétitif des morceaux lents rappelle le chant du Hazzan (chantre de la synagogue).

### Modes musicaux
La musique klezmer semble avoir son origine dans la musique de l'Europe de l'Est et repose sur certains modes musicaux désignés par des noms de prières juives :
- Ahavah Rabbah[6] (abondant amour) : correspond au mode Phrygien avec la tierce majeure, ou le mode majeur avec la seconde, la sixième et la septième mineures.
- Mi Chébérakh[6] (celui qui a béni) : mode Dorien altéré, la sous-dominante est augmentée.
- Adnaï Malakh[6] (l’Éternel roi) : similaire au mode Mixolydien.
- Magen Avot[6] (le bouclier de nos pères) : similaire au mode mineur.
- Yishtabach[6] : similaire à Magen Avot.

### Rythmique
La musique klezmer était à l’origine utilisée pour animer les danses, et les performances pouvaient durer très longtemps. Ainsi le tempo n'était pas régulier mais s’adaptait à la fatigue des danseurs, et bien sûr des musiciens. Cette irrégularité de tempo s'est inscrite dans la tradition.
La rythmique est marquée par les instruments de percussion mais aussi par des instruments d’accompagnement comme le cymbalum. Elle se décline en divers rythmes correspondant pour la plupart à des danses traditionnelles des pays habités ou visités par les musiciens : Nigoun - Freylekh - Bulgar - Khosidl - Hora lente - Terkish - Sirba - Sher - Taksim - Doina - Kolomeyke - Hopak - Skotshne - Honga - Kasatchok.

### Instruments
Musiciens pauvres et itinérants allant de village en village, les klezmorim n'utilisaient pas d'instruments chers et lourds comme le piano, introduit plus tardivement aux États-Unis dans les clubs et sous l'influence du jazz, tout comme le saxophone.
Les lois locales interdisaient souvent aux klezmorim les instruments forts tels les cuivres et les percussions pour ne pas incommoder leurs voisins chrétiens. Pour cette même raison, le nombre de musiciens dans l'orchestre était limité ainsi que la durée de leurs prestations.
- Le violon, fidl en yiddish, instrument facilement transportable et qui se prête à la modulation et au glissando, est le plus symbolique des instruments klezmer.
- La flûte, à partir du XVIIe siècle, avec le piccolo de fabrication souvent artisanale.
- Le tsimbl, ou cymbalum, instrument très ancien, aux possibilités rythmiques, harmoniques et mélodiques.
- Un tambour simple (tshekal) était souvent utilisé en guise de percussion. Le baraban, ou poik[7] qui est une grosse caisse de petit format sur laquelle pouvait être disposée une petite cymbale. Un seul klezmorim peut ainsi reproduire un soutien rythmique efficace.
- Le groyse fidl[8] [en yiddish : « gros violon »], également nommé sekund, kontra ou zsidó bratsch [en hongrois] est un alto à trois ou quatre cordes dont le chevalet plat permet la production d'accords à trois tons, donc un accompagnement harmonique. Les Juifs ont utilisé différentes versions de cet instrument avant son remplacement depuis la fin du XIXe siècle par une plus grande prédominance des vents dans les ensembles de klezmorim.
- La clarinette, en ut et mi bémol à son apparition dans les ensembles de klezmorim au XIXe siècle, est plus communément aujourd'hui jouée en si bémol[8]. Elle est devenue depuis un instrument essentiel du klezmer. Elle permet d’imiter le son du Chophar et de faire chanter les lamentations typiques du klezmer.
- L’accordéon, à boutons d'abord, à claviers ensuite, comme dans la musique tzigane, apparaît à la même époque que la clarinette.
- La trompette, d'abord à palettes (ou pistons rotatifs) dans la tradition musicale ashkénaze du XIXe siècle, et le cornet à pistons. La trompette moderne (pistons de type Périnet[9]) est plus commune aujourd'hui.
- Violoncelle, le tshelo, et contrebasse sont devenus des instruments klezmer. Certains orchestres utilisent le basy, une petite basse jouée dans les Tatras en Pologne, fabriqué à partir d'un violoncelle standard. Le basy a trois cordes ; Ré aigu et deux cordes de La en octave, que l'on joue simultanément[7].
- La balalaïka a pu aussi être utilisée.
- Le saxophone dans le klezmer contemporain (XXe siècle), accompagne et complète la partie de clarinette, par exemple à la tierce.

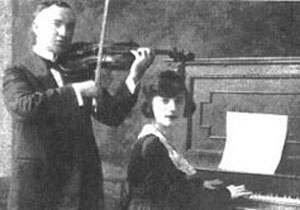
Abe Schwartz et sa fille Sylvia

### Quelques interprètes

#### Jusqu'au début duXXesiècle

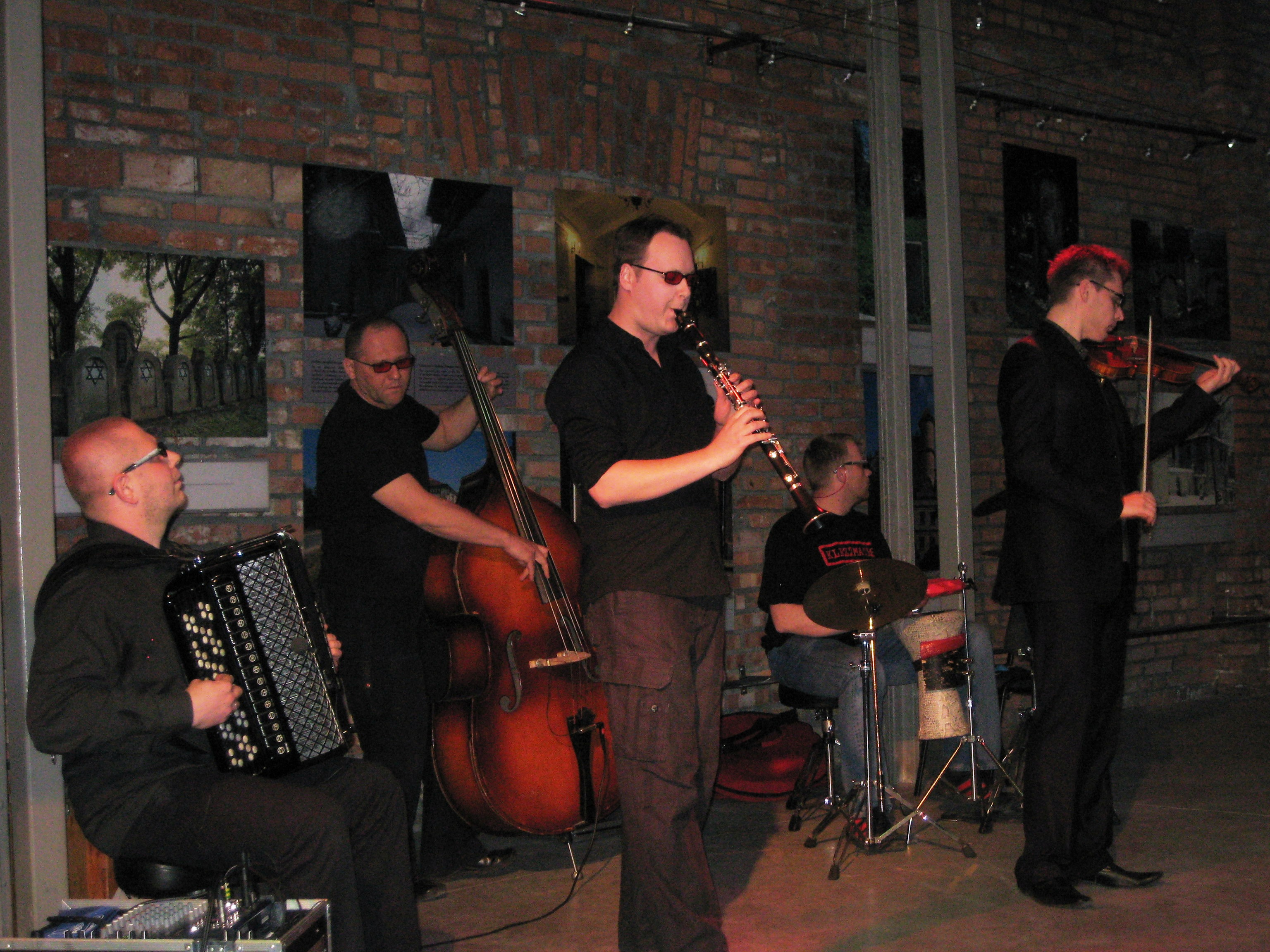
Klezmer Music (Galicia Jewish Museum)

- Abe Schwartz
- Dave Tarras
- Adrienne Cooper
- Naftule Brandwein
- Kandel's Orchestra
- Sam Musiker

#### Lerenouveau(après la Seconde Guerre mondiale)
- Amsterdam Klezmer Band
- Anakronic Electro Orkestra
- Barcelona Gispy balKan Orchestra, et notamment Sandra Sangiao
- Bente Kahan, chanteuse
- Ben Zimet, chanteur
- Benzion Witler, chanteur
- Bester Quartet
- Ola Bilińska, chanteuse
- Budapest Klezmer Band
- Chava Alberstein, chanteuse
- David Krakauer, clarinettiste
- Denis Cuniot, pianiste
- Di Galitzyaner Klezmorim
- Franck Séguy (Mish Mash)
- David Amsellem (Amsellem Swing Klezmer Orchestra)
- Gefilte Swing
- Giora Feidman, clarinettiste
- Itzhak Perlman, violoniste
- Joel Rubin, clarinettiste
- Maja Miro & Maria Ka
- Bertold Karsten Troyke
- Kava Bar Klezmer
- KermesZ à l'Est
- Klezmafour
- Klezmer Conservatory Band
- Klezmer Band
- Klezmer Kaos
- Klezmer Nova
- KlezRoym
- Kleztory
- Koby Israelite
- Kol Simcha
- Leopold Kozłowski, pianiste dit le « dernier klezmer de Galicie »
- Kroke
- Lin Jaldati, chanteuse
- Magillah
- Marx Sisters
- Max Klezmer Band
- Meadow Quartet
- Myriam Fuks
- Nina Stiller, chanteuse
- Pearl Rottenberg
- Prowpuskovic
- Simja Dujov
- Sirba octet
- Socalled
- Talila, chanteuse
- The Klezmatics
- Tram des Balkans
- Yanač
- Yankel Band
- Yom, clarinettiste

## Dans la culture populaire

### Bande-dessinée
- Joann Sfar, Klezmer, 5 tomes, Gallimard (Bayou), publiés entre 2005 et 2014.

### Films
- L'homme est une femme comme les autres
- Dans le film l'As des As, durant la scène du Berghof, la famille Rosenblum joue le Klezmer durant une réception accompagnée par un groupe traditionnel bavarois.

### Partitions et études
- (en) Yale Strom, The Absolutely Complete Klezmer Songbook, Transcontinental Music Publications, 2006, 420 p. (ISBN 978-0-8074-0947-3)
- (en) Henry Sapoznik et Pete Sokolow, The Compleat Klezmer, Tara Publications, 2000, 80 p. (ISBN 978-0-933676-10-7)
- (en) Ilana Cravitz, Klezmer fiddle : a how-to guide, OUP Oxford, 2008, 96 p. (ISBN 978-0-19-335584-2)
- (en) Peter Cooper, Eastern European Fiddle tunes + CD : Violon, Schott World Music Series, 2009, 72 p. (ISBN 978-1-902455-89-1)

### Thèses universitaires
- (en) J. E. Rubin, The art of the klezmer : improvisation and ornamentation in the commercial recordings of New York clarinettists Naftule Brandwein and Dave Tarras 1922-1929, City University London, 2001 (lire en ligne)
- (en) Rebecca Small, An Analytical Study in Klezmer Music : An Application of Prayer Chant and Klezmer Modes, University of Ottawa, 2010 (lire en ligne)
- Eléonore Biezunski, L'inscription spatiale d'une musique immigrante : le klezmer à New York (mémoire de master, Université de Nanterre, 2006)[10]

### Documentaires
- Leopold Kozlowski, The last klezmer, Yale Strom, 85 min, 1994
- Le voyage des klezmorim, Aude Weisberger, 46 min, 2012[11],[12]
- Rio Klezmer, Thomas Bouët, 40 min, 2012[13]
- Back to the Klezmer, Gilles Le Mao, 51 min, 2014[14]
- France Culture Podcast Klezmer[15]

## Discographie (compilations)
- Klezmer Music - Early Yiddish Instrumental Music, The First Recordings : 1908-1927, Label Arhoolie Productions, 2004
- Klassic Klezmer, 3 CD, Label CD
- Anthology Of Klezmer 1905-1952, 2 CD, Label The Gold Collection, 2006
- Klezmer - Yiddisch Swing Music, Label European Records Service, 2006
- Gefilte Fisch - Klezmer, 4 CD, Label Documents, 2011
- Anthology of Jewish Music, Label Ducale, 2009
- Les idoles de la musique klezmer, vol 1[16]